# Abflussspende
Unter Abflussspende versteht man den Quotienten aus dem Abfluss und der Einzugsgebietsfläche eines Fließgewässers. Die Abflussspende ermöglicht einen Vergleich der Rahmenbedingungen verschiedener Einzugsgebiete. Einflussfaktoren sind unter anderem geologische Beschaffenheit, Vegetation und Niederschläge. 
Sie kann dem ober- und unterirdischen Einzugsgebiet entstammen. 
Die Abflussspende {\displaystyle q} wird berechnet nach:
{\displaystyle q={\frac {Q}{A_{E}}}}
mit
{\displaystyle Q} = Abfluss, in Litern pro Sekunde
{\displaystyle {A_{E}}} = Einzugsgebietsfläche
Die Maßeinheit lautet l/(s·km²) (Liter pro Sekunde und Quadratkilometer); in den meisten Fachbüchern wird sie in der Form l/s·km² oder l/s km² geschrieben. 
Falls das Einzugsgebiet des Gewässers von Zu- oder Ableitungen betroffen ist, ist es notwendig, das entsprechende wirksame Einzugsgebiet anstelle des natürlichen Einzugsgebietes für die Berechnung von {\displaystyle q} zu verwenden.
Die mittlere Abflussspende (Mq) gibt die langjährig durchschnittliche Menge an Abflussspende an. Sie macht Aussagen über die Niederschlagsmenge im Einzugsgebiet sowie über die Versickerung. Mithilfe eines anzunehmenden Mq für den Mündungsbereich – dieser wird in der Regel unter dem Mq-Wert für den letzten Pegel liegen – kann man die mittleren Abflusswerte MNQ, MQ und MHQ vom letzten Pegel eines Flusses auf die Mündung hochrechnen.

## Typische Mq-Werte
| Gewässertyp                                                                                | Typische Mq-Werte in l/(s·km²) | Gewässer-Beispiele                                                                                                 | Mq der Beispiele in l/(s·km²) |
| ------------------------------------------------------------------------------------------ | ------------------------------ | --- | ----------------------------- |
| Tieflandflüsse gemäßigter Klimate mit Einzugsgebiet im Regenschatten von Mittelgebirgen    | < 5                            | Salza (Regenschatten von Harz und Thüringer Beckenrand) Selz (Regenschatten von Nordpfälzer Bergland und Hunsrück) | 001,8 002,0                   |
| Tieflandflüsse gemäßigter Klimate                                                          | ≈ 5                            | Unstrut | 005,0                         |
| Wasserreichere Tieflandflüsse gemäßigter Klimate                                           | ≈ 10                           | Lippe (Zuflüsse vom Luv des Egge und von der nördlichen Abdachung des Rothaargebirges)                             | 009,2                         |
| Mittelgebirgsflüsse gemäßigter Klimate mit Einzugsgebiet an der Leeseite                   | ≈ 10                           | Ahr (Leeseite der Eifel)                                                                                           | 009,6                         |
| Mittelgebirgsflüsse gemäßigter Klimate an der niederschlagsreichen Luvseite                | ≈ 20                           | Sieg (Luvseite der Abdachung des Rothaargebirges)                                                                  | 019,0                         |
| Flüsse hoher Mittelgebirge in gemäßigten Klimaten an der Luvseite                          | > 30                           | Murg (Luv des Schwarzwaldes)                                                                                       | 035,0                         |
| Hochgebirgsflüsse in gemäßigten Klimaten                                                   | > 30                           | Aare (Alpen) | 033,0                         |
| Große Flüsse in den niederschlagsreichsten Teilen der Tropen                               | > 50                           | Río Caura (Venezuela)                                                                                              | 062,0                         |
| Karstflüsse mit kleinem oberirdischem, aber deutlich größerem unterirdischem Einzugsgebiet | > 50                           | Pader (oberirdisch 61 km²) Krumme Steyr (oberirdisch 21 km²)                                                       | 073,0 148,0                   |
| Flüsse mit gletschergeprägten Einzugsgebieten                                              | > 50                           | Vernagtbach (Ötztaler Alpen, 21 km²; Gletscheranteil am Einzugsgebiet: 72 %)                                       | 103,0                         |

## Mögliche Hq-Werte
Höchstabflußspenden [l/(s*km²)] in Abhängigkeit von der Fläche [km²] und Reliefenergie nach Walter Wundt, Gewässerkunde - 1953.